# Ổi sẻ
Ổi sẻ (danh pháp khoa học: Psidium cattleianum) là một loài thực vật có hoa trong Họ Đào kim nương. Loài này được Afzel. ex Sabine miêu tả khoa học đầu tiên năm 1821.

## Hình ảnh

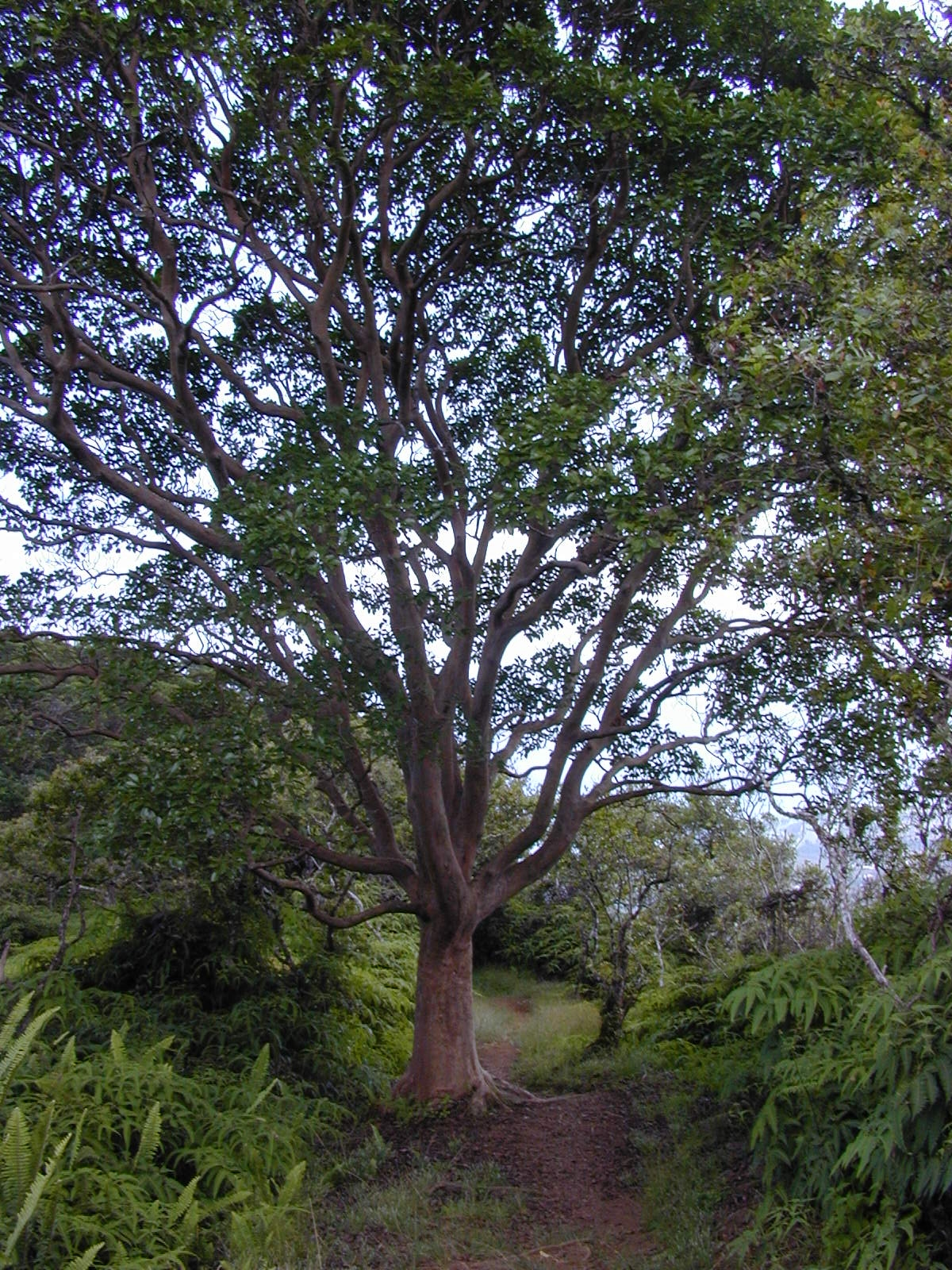
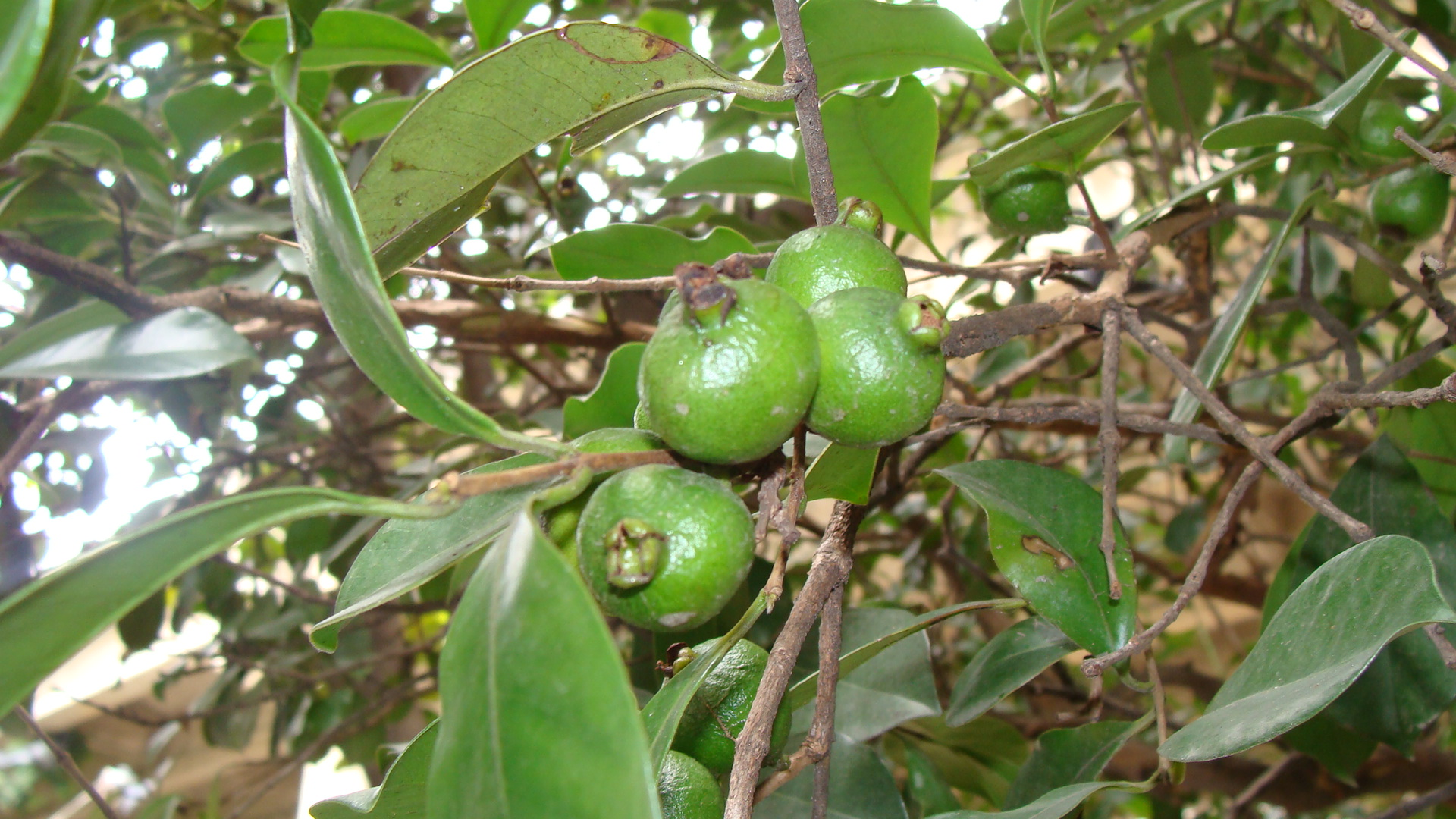
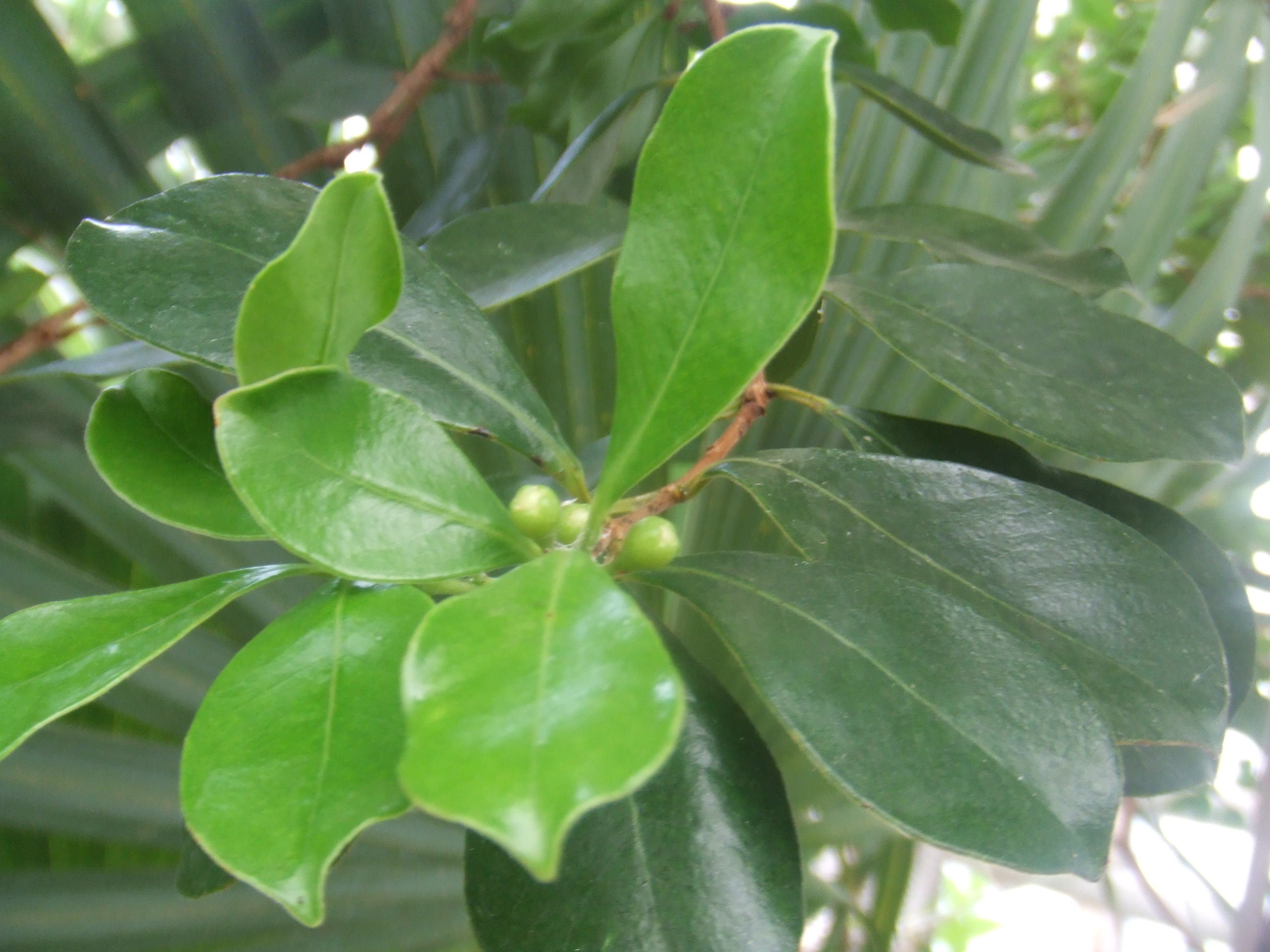
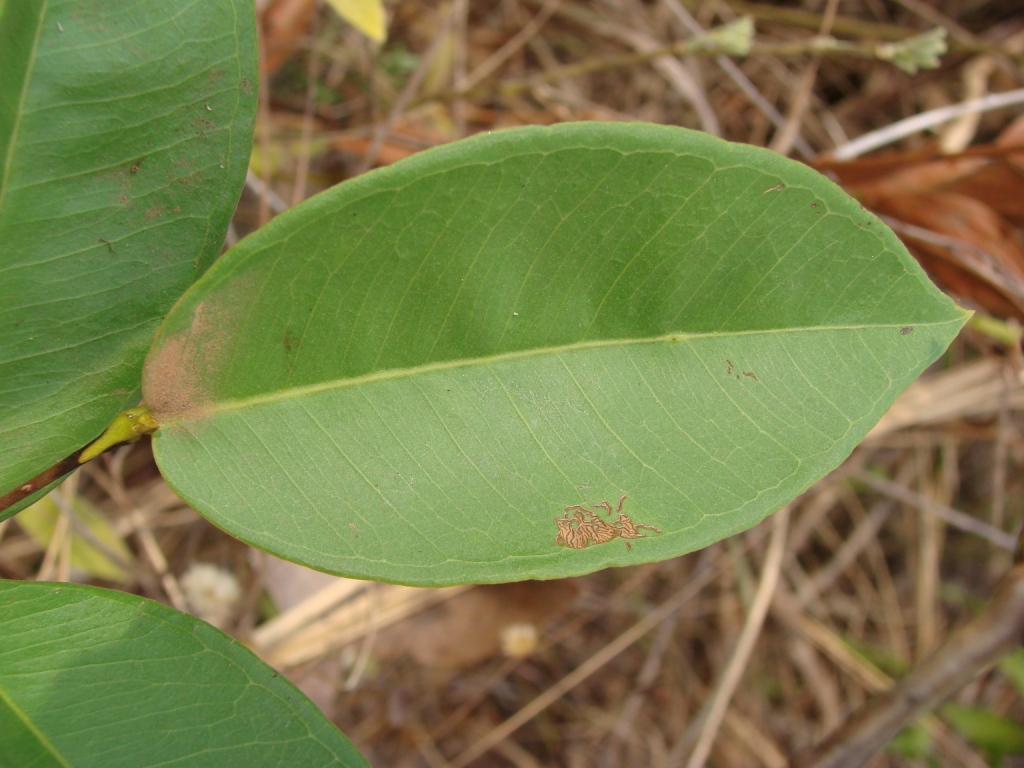